# Időszaki lapok listája az országok betűrendjében
A szócikk a világ országainak legfontosabb napilapjait és hetilapjait tartalmazza országok szerint. A magyarországi hírlapokról lásd: Magyarországi időszaki lapok listája.

## Afganisztán
- Kabul Weekly

## Amerikai Egyesült Államok
- USA Today
- The Wall Street Journal
- The New York Times
- New York Daily News
- Los Angeles Times
- The New York Post
- Chicago Tribune
- The Washington Post
- Newsday
- Chicago Sun-Times
- Houston Chronicle
- The Dallas Morning News
- The Boston Globe
- The Newark Star-Ledger
- The Atlanta Journal-Constitution
- The San Francisco Chronicle
- The Arizona Republic
- The Star Tribune
- The Philadelphia Inquirer
- Cleveland Plain Dealer
- Boston Herald
- The Detroit Free Press
- Orange County Register
- The San Diego Union-Tribune
- The Seattle Post-Intelligencer
- The Oregonian

## Argentína
- Clarín (Buenos Aires)[1]
- La Nación (Buenos Aires)[2]
- Página 12 (Buenos Aires)[3]
- Buenos Aires Herald (angol nyelven)[4]
- La Capital (Rosario)[5]

## Ausztrália[6]
- The Age
- The Australian
- The Australian Financial Review
- The Canberra Times
- The Courier-Mail
- The Daily Telegraph
- The Herald Sun
- The Mercury
- The Sunday Times
- The Sydney Morning Herald
- The West Australian

## Ausztria
- Kleine Zeitung
- Kronenzeitung
- Kurier
- Die Presse
- Der Standard
- Wiener Zeitung

## Bahrein
- Gulf Daily News

## Banglades
- Ittefaq

## Barbados
- The Daily Nation (Barbados)
- The Barbados Advocate

## Belgium
- holland nyelven:
  - De Morgen (De Persgroep)
  - De Standaard (VUM)
  - De Tijd (Uitgeversbedrijf Tijd)
  - Het Belang van Limburg (Regionale Uitgeversgroep)
  - Het Laatste Nieuws (De Persgroep)
- francia nyelven:
  - Le Soir
  - Uylenspiegel hetilap (1856–1863)

## Bhután
- Kuensel

## Bosznia és Hercegovina
- BH Dani
- Dnevni avaz
- Oslobođenje
- Nezavisne Novine
- Ljiljan
- Slobodna Bosna

## Brazília
- O Dia
- Folha de São Paulo
- Jornal do Brasil
- O Estado de São Paulo
- O Globo

## Bulgária
- Dnevnik
- Kapital
- Novinar
- Banker

## Csehország
- Blesk
- Hospodářské noviny
- Lidové Noviny
- Mladá fronta DNES
- The Prague Post
- Právo
- Zemědělské noviny

## Dánia
- B.T.
- Berlingske Tidende
- Dagbladet Information
- Dagbladet Politiken
- Ekstra Bladet
- metroXpress
- Morgenavisen Jyllands-Posten

## Dél-Afrika
- angol nyelven
  - Cape Times
  - The Citizen
  - City Press
  - Mail & Guardian
  - The Sowetan
  - The Sunday Times
- afrikaans nyelven
  - Beeld

## Dél-Korea
- angol nyelven
  - The Korea Herald
  - The Korea Times
- koreai nyelven
  - Seoul Shinmun
  - Csungang Ilbo
  - Chosun Ilbo
  - Dong-a Ilbo
  - Kyunghyang Shinmun
  - Hankook Ilbo
  - Hankyoreh
  - Kookmin Ilbo
  - Segye Ilbo
  - Munhwa Ilbo
  - Maeil Business Newspaper
  - Korea Economic Daily

## Egyesült Arab Emírségek
- Khaleej Times
- al-Bayan

## Egyiptom
- al-Ahrám
- Middle East Times

## Észak-Korea
- Rodong Sinmun

## Észtország
- Postimees

## Finnország
- Aamulehti
- Helsingin Sanomat
- Ilta-Sanomat
- Iltalehti
- Kaleva
- Turun Sanomat

## Franciaország
- Le Canard enchaîné
- Les Échos
- L’Équipe (Sports)
- Le Figaro
- L'Humanité
- Libération
- Le Monde
- Le Monde diplomatique
- Ouest-France
- Le Parisien

## Fülöp-szigetek
- Philippine Daily Inquirer
- Philippine Star

## Görögország
- Eleftherosz Koszmosz
- Ethnosz
- Kathimerini
- Rizosztpasztisz
- To Vima

## Hollandia
Az alábbi újságok teljes tartalma megtalálható az interneten. Néhányuk díjfizetés ellenében vehető igénybe.
- Algemeen Dagblad
- De Telegraaf
- De Volkskrant
- Het Parool
- Nederlands Dagblad
- NRC Handelsblad
- Trouw

## Horvátország
- Feral Tribune
- Glas Koncila
- Globus
- Jutarnji list
- Glas Slavonije
- Novi list
- Slobodna Dalmacija
- Večernji list
- Vjesnik

## India
- Afternoon
- Ananda Bazar Patrika
- Asian Age
- Deccan Herald
- Deepika
- The Pioneer(wd)
- Statesman
- The Economic Times
- The Hindu
- Hindustan Times
- The Indian Express
- The Telegraph
- The Times of India
- Tribune
- Bartaman
- Dainik Jagran
- Dina Thandi
- Eenadu (Telugu)
- Loksatta
- Maharashtra Times
- Malayala Manorama
- Mathrubhumi

## Indonézia
- Kompas
- Koran Tempo
- Media Indonesia
- Republika

## Irán
- Asr-e Azadegan
- Fath
- Hamshahri
- Javan
- Kayhan
- Khordad
- Quds
- Resalat
- Shargh
- Yas-e-no

## Izland
- Fréttablaðið
- Morgunblaðið

## Izrael
- Globes
- Háárec (angol nyelvű változat: Haaretz)
- The Jerusalem Post
- Maariv
- Yedioth Ahronoth

## Írország
- The Examiner
- Foinse
- The Irish Independent
- The Irish Times
- Lá
- The Star

## Japán
- Aszahi Sinbun
- Mainicsi Sinbun
- Nihon Keizai Sinbun
- Szankei Sinbun
- The Japan Times
- Jomiuri Sinbun

## Jordánia
- Jordan Times

## Jemen
- Yemen Observer
- Yemen Times

## Kanada
- Calgary Herald
- Chronicle-Herald
- The Globe and Mail
- Edmonton Journal
- Kitchener-Waterloo Record
- La Presse
- Le Devoir
- Le Droit
- Le Soleil
- Monday Magazine
- Montreal Gazette
- National Post
- Ottawa Citizen
- The Province
- Quebec Chronicle-Telegraph
- Toronto Star
- Vancouver Courier
- Vancouver Province
- Vancouver Sun
- Victoria Times-Colonist

## Kína
- China Daily (angol nyelven)
- China Today
- Global Times (kínai és angol nyelven)
- Oriental Sports Daily
- People's Daily
- Shanghai Daily
- Shanghai Xinmin Evening News
- Ta Kung Pao
- Wen Wei pao
- Xinhua

### Hongkong
- angol nyelven
  - South China Morning Post
  - The Standard (formerly, the HK-iMail, Hong Kong Standard)
- kínai nyelven
  - Apple Daily
  - Hong Kong Economic Times
  - Hong Kong Economic Journal
  - Hong Kong Commercial Daily
  - Metropolis Daily
  - Ming Pao
  - Oriental Daily News
  - Sing Pao
  - Sing Tao Daily
  - The Sun
  - Ta Kung Pao
  - Wen Wei Po

### Makaó
- Macao Daily News
- Va Kio Daily

## Kolumbia
- El Tiempo
- El Espectador

## Kuba
- Granma

## Kuvait
- Arab Times
- Kuwait Times

## Laosz
- The Vientiane Times
- Le Renovateur

## Lengyelország
- Gazeta Wyborcza
- Rzeczpospolita
- Polityka
- Wprost

## Lettország
- The Baltic Times
- Neatkarigas Tukuma Zinas

## Magyarország
- Magyar Hírlap
- Magyar Nemzet
- Népszava
- Blikk
- Bors
- Ripost
- Lokál
- Nemzeti Sport
- Világgazdaság

## Malajzia
- New Straits Times
- The Star
- New Sabah Times
- Berita Harian
- Utusan Malaysia
- Nanyang Siang Pau
- Sin Chew Jit Poh
- Harian Metro

## Mexikó
- Excelsior
- La Jornada
- El Norte
- Proceso
- Reforma

## Nagy-Britannia
- The Economist
- Daily Express
- The Guardian/The Observer
- The Independent
- Daily Mail
- Daily Mirror
- Daily Record
- London Evening Standard
- Daily Star
- The Daily Telegraph
- The Times
- Financial Times
- The Herald / Sunday Herald
- The Graphic Newspaper
- The Sun / News of the World
- The Scotsman / Scotland on Sunday
- Metro
- Morning Star

## Németország
- Berliner Zeitung (BZ)
- Bild-Zeitung
- Financial Times Deutschland
- Frankfurter Allgemeine Zeitung (FAZ)
- Frankfurter Rundschau (FR)
- GEO (havonta)
- Inprekorr politikai lap (kéthavonta)
- Münchner Merkur politikai napilap (1946–)
- Neues Deutschland (ND)
- Der Spiegel (hetilap)
- Süddeutsche Zeitung (SZ)
- Der Tagesspiegel
- Die Tageszeitung (taz)
- Die Welt
- Die Zeit (hetilap, de napilap formátumú)
- P.M. (tudományos hetilap)
- Titanic szatirikus havilap (1979–)
- Tz bulvárlap (1968–)

## Norvégia
- Bergens Tidende
- Aftenposten
- Dagbladet
- Verdens Gang

## Olaszország
- Corriere della Sera
- Il Giornale
- La Repubblica
- La Gazzetta dello Sport
- Il Tempo
- Il Manifesto
- L'Unità
- Osservatorio Letterario

## Oroszország
- Gazeta (Газета)
- Izvesztyija (Известия)
- Kommerszant (Коммерсантъ)
- Komszomolszkaja Pravda (Комсомольская правда)
- Krasznaja Zvezda (Красная звезда)
- Moscow News
- Moscow Times
- Moszkovszkij Komszomolec (Московский комсомолец)
- Moszkovszkije Novosztyi (Московские новости)
- Nyezaviszimaja Gazeta (Независимая газета)
- Novaja Gazeta (Новая газета)
- Novije Izvesztyija (Новые Известия)
- Novoje Vremja
- Pravda (Правда»)
- Rosszijszkaja Gazeta (Российская газета)
- Russzkij Kurjer (Русский курьер)
- Szovjetszkaja Rosszija
- St. Petersburg Times
- Tribuna
- Trud (Труд)
- Vremja (MN)
- Vremja Novosztyej (Время новостей)

## Pakisztán
- Dawn, Karacsi
- The Frontier Post, Pesavar
- Daily Jang, Karacsi és Lahor (روزنامح جنگ)
- The News International, Pakistan, Karacsi, Lahor és Iszlámábád; más néven: The News, vagy The News, Karacsi

## Peru
- El Comercio, Lima
- La República, Lima
- Ojo, Lima

## Portugália
- O Independente
- Correio da Manhã
- Jornal de Notícias
- Expresso
- Comércio do Porto
- A Bola
- Record

## Románia
- Adevarul
- Evenimentul Zilei
- Jurnalul National
- Lumea
- Pandectele Române
- România libera
- România Mare
- Zi de Zi

### Romániai magyar lapok
- Szabadság
- Népújság
- Bihari napló
- Hargita Népe

## Spanyolország
- El Mundo
- El País
- ABC
- La Vanguardia
- Gara (baszk nyelven)
- Marca

## Srí Lanka
- angol nyelven
  - The Sunday Times
  - Daily Mirror
  - Daily News

## Svájc
- 20 Minuten
- Aargauer Zeitung
- Basellandschaftliche Zeitung
- Basler Zeitung
- Berner Zeitung
- Blick
- Le Courrier
- Dimanche.ch
- Giornale del Popolo
- L'Impartial
- laRegione Ticino
- Le Matin
- Le Nouvelliste
- Neue Luzerner Zeitung
- Neue Zürcher Zeitung
- Die Südostschweiz
- Le Temps
- Tribune de Genève/24 heures
- Die Weltwoche

## Svédország
- Aftonbladet
- Expressen
- Göteborgs-Posten
- Dagens Nyheter
- Metro International
- Svenska Dagbladet
- Sydsvenska Dagbladet

## Szaúd-Arábia
- Arab News

## Szerbia
- Danas
- Glas javnosti
- Borba
- Dnevnik
- Kurir

### Szerbiai magyar lapok
- Politika
- Magyar Szó

## Szingapúr
- kínai nyelven
  - Lianhe Zaobao
- angol nyelven
  - The New Paper
  - The Straits Times
  - Today
  - Streats (mára összeolvadt a Today-jel)
- tamil nyelven
  - Tamil Murasu

## Szlovákia
- Hospodárske noviny
- Nový čas
- Pravda
- SME
- Denník N

### Szlovákiai magyar lapok
- Új Szó (1929–1933)
- Új Szó (1948 óta)

## Tajvan
- China Times (Zhongguo Shibao)
- United Daily News (Lianhe Bao)
- Liberty Times (Ziyou Shibao)
- Taiwan Daily (Taiwan Ribao)
- Apple Daily (Pingguo Ribao)
- Taiwan Times (Taiwan Shibao)
- Min Sheng Bao (Min Sheng Bao)
- Mandarin Daily News (Guoyu Ribao)
- China Post
- Taiwan News
- Taipei Times
- Kinmen Daily News
- Matsu Daily

## Thaiföld
- Bangkok Post (angol nyelven)
- The Nation (angol nyelven)

## Trinidad és Tobago
- The Bomb
- Trinidad and Tobago Express
- Trinidad and Tobago Newsday
- Trinidad Guardian

## Törökország
- Bir Gün
- Cumhuriyet
- Zaman

## Ukrajna
- Den
- Fakty i Kommentarii
- Holos Ukrayiny
- Intelnews
- Kyiv Post
- Segodnya
- Silski Visti
- Ukrayina Moloda
- Ukrayinska Pravda
- UNIAN
- Uryadovy Kuryer
- Vecherniye Vesti
- Zerkalo Nedeli

## Új-Zéland
- Dominion Post
- New Zealand Herald
- Otago Daily Times
- The Press
- Waikato Times

## Vatikán
- L’Osservatore Romano

## Zimbabwe
- The Financial Gazette